# Benincasa
Benincasa é um género botânico pertencente à família Cucurbitaceae.

## Espécies
- Benincasa cerifera
- Benincasa cylindrica
- Benincasa hispida
- Benincasa vacua
- Benincasa pruriens